# Brigata aerea
La brigata aerea è una grande unità militare, articolazione operativa tipica di alcune aeronautiche militari.
Dal punto di vista dell'organica, la brigata aerea viene equiparata alla brigata per le forze di terra.

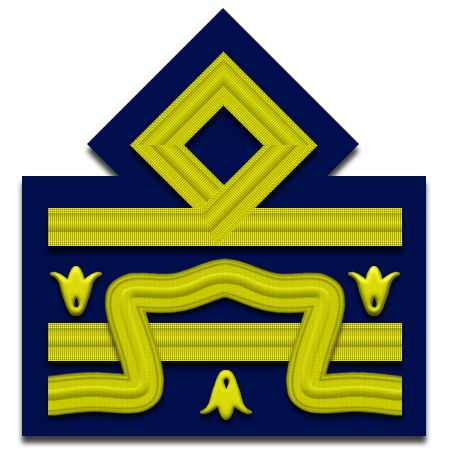
Grado per paramano di generale di brigata aerea.

Il concetto di brigata prevede l'interazione e il controllo di due o più stormi, che ne dipendono gerarchicamente, e risponde al comando di un generale di brigata aerea pilota, o da un ufficiale di grado equivalente.

## Italia
Nell'Aeronautica Militare, le Brigate Aeree comprendono, nella classica configurazione:
- un comando;
- almeno due Stormi (o reparti corrispondenti);
- i Gruppi/Servizi preposti al supporto operativo e logistico diretto.

Nell'Esercito Italiano la brigata aviazione è suddivisa in reggimenti e gruppi squadroni.
Al momento, per quanto concerne le forze armate italiane, sono tre i reparti operativi dell'Aeronautica Militare e uno dell'Esercito Italiano, a fregiarsi del titolo di brigata aerea/aviazione:
- la 1ª Brigata aerea "operazioni speciali"[2], con sede presso l'Aeroporto di Furbara (Roma) ;
- la 9ª Brigata aerea ISTAR-EW[3], presso l'Aeroporto di Pratica di Mare (Roma);
- la 46ª Brigata aerea, presso l'aeroporto di Pisa-San Giusto.
- la Brigata Aviazione dell'Esercito, presso l'aeroporto di Viterbo

### Nel mondo
Alcune aviazioni militari, come quella russa, hanno reparti definiti Aviation brigade o Air brigade, altre, come nei paesi anglosassoni vengono definite Group, negli USA invece Wing.
| RAF RN & USN | USAF & USMC | RCAF                           | Luftwaffe                       | Aeronautica Militare Italiana | Armée de l'Air   |
| ------------ | ----------- | ------------------------------ | ------------------------------- | ----------------------------- | ---------------- |
| Group        | Wing        | Air division Division aérienne | non equivalente                 | Brigata aerea                 | Brigade Aérienne |
| Wing         | Group       | Wing Escadre                   | Taktisches Luftwaffengeschwader | Stormo                        | Escadre          |
| Squadron     | Squadron    | Squadron Escadron              | Staffel                         | Gruppo                        | Escadron         |
| Flight       | Flight      | Flight Escadrille              | Schwarm / Kette                 | Squadriglia                   | Escadrille       |